# Gmina Trzebnica
Gmina Trzebnica je polská městsko-vesnická gmina v okrese Trzebnica v Dolnoslezském vojvodství. Sídlem gminy je město Trzebnica. V roce 2010 zde žilo 22 569 obyvatel.
Gmina má rozlohu 200,19 km², zabírá 19,52% rozlohy okresu. Skládá se z 40 starostenství.

## Částí gminy
StarostenstvíBędkowo, Biedaszków Mały, Biedaszków Wielki, Boleścin, Brochocin, Brzezie, Brzyków, Cerekwica, Domanowice, Droszów, Głuchów Górny, Jaszyce, Jaźwiny, Kobylice, Koczurki, Komorowo, Komorówko, Koniowo, Księginice, Kuźniczysko, Ligota, Malczów, Małuszyn, Marcinowo, Masłowiec, Masłów-Nowy Dwór, Piersno, Raszów, Rzepotowice, Skarszyn, Skoroszów, Sulisławice, Szczytkowice, Świątniki, Taczów Mały, Taczów Wielki, Ujeździec Mały, Ujeździec Wielki, Węgrzynów
Sídla bez statusu starostenstvíBlizocin, Bukowiec, Janiszów, Kanice, Koniówko, Trzy Chałupy